# Franz de Paula Joachim de Liechtenstein
Pour les autres membres de la famille, voir Maison de Liechtenstein.
Franz de Paula Joachim de Liechtenstein (né le 25 février 1802 à Vienne, où il est mort le 31 mars 1887), est fils du prince Jean Ier de Liechtenstein, général de corps d’armée ayant pris part aux guerres napoléoniennes et de Josepha de Fürstenberg-Weitra. Il est membre de la famille princière de Liechtenstein et le frère du prince régnant Alois II.

## Biographie

### Formation militaire
Franz de Paula Joachim de Liechtenstein devient, à partir de 1821, sous-lieutenant, puis lieutenant au 1er régiment de chevau-légers. En 1832, il est déjà promu commandant du 7e régiment de hussards, le régiment Liechtenstein (du nom de son père). En 1834, il passe lieutenant-colonel ; enfin, en 1836, on le nomme colonel, commandant du 9e régiment de hussards. En 1844, il est promu major-général et commandant de brigade à Prague.

### Mariage et descendance
Il épouse à Vienne, le 3 juin 1841 la comtesse Ewa Józefina Potocka, dite « Julia ».
Ils sont parents de quatre enfants, princes et princesse de Liechtenstein :
- Alfred de Liechtenstein (Prague 11 juillet 1842 - château de Frauenthal, Styrie -  8 octobre 1907), marié en 1865 avec sa cousine germaine Henriette de Liechtenstein (1843-1931), et sont parents de dix enfants. Ils sont les grands-parents du prince souverain François-Joseph II de Liechtenstein[2] ;
- Josefina Marie Juliane de Liechtenstein (Vienne, 22 avril 1844 – Vienne, 10 octobre 1854) ;
- Aloys Franz de Paula de Liechtenstein (Prague, 19 novembre 1846 – Vienne, 25 mars 1920), marié à deux reprises : 1) en 1872 avec Marie "Mary" Henriette Adelaide Fox (1850-1878) et 2) en 1890 avec Johanna Elisabeth Maria von Klinkosch (1849-1925), dont quatre filles du premier mariage ;
- Heinrich Karl August de Liechtenstein (Budapest, 6 novembre 1853 – Vienne, 15 février 1914), célibataire et sans descendance.

## Campagnes militaires
En 1848, il participe à la guerre qui oppose le royaume de Sardaigne à l'empire d'Autriche dans l’armée de réserve conduite par Ludwig Welden et prend part à la reconquête des duchés de Parme et de Modène sur ordre de Joseph Radetzky. Il reçoit la croix de l’ordre des Chevaliers de Léopold. À l’automne, il rejoint l’armée de Windisch-Grätz. À la bataille de Schwechat, il commande la cavalerie des hussards, et, suivant les plans de Jellasics, aurait dû encercler l’aile gauche des Hongrois, mais, ralenti par les hussards hongrois, n’y parvient pas ; du reste, la fuite des Hongrois ne lui permet guère de mener à bien la moindre stratégie.
En décembre 1848, promu général de division, il se voit confier le commandement de la cavalerie de l’armée de réserve ; au printemps 1849, il est nommé commandant de la division Schlick III.
À Isaszeg, sa division tient fermement ses positions, face aux troupes de János Damjanich. À compter de la mi-juillet 1849, nommé commandant du 4e corps de l’armée de réserve, il joue un rôle important à chaque conflit de l’été 1849. Légèrement blessé lors des combats de Újszeged, il ne veut pas, cependant, se dessaisir du commandement. À Temesvár, il parvient à défaire l’aile droite de l’armée hongroise, faisant ainsi basculer la situation de façon  décisive : ceci lui vaut, en 1850, la croix de l’ordre des Chevaliers de Marie-Thérèse. La même année, à l’automne, il vient remplacer Julius Haynau à la tête du 3e corps d’armée.

## Sources
- (hu) Cet article est partiellement ou en totalité issu de l’article de Wikipédia en hongrois intitulé « Franz von Liechtenstein » (voir la liste des auteurs).